# Thymoites yaginumai
Thymoites yaginumai är en spindelart som beskrevs av Yoshida 1995. Thymoites yaginumai ingår i släktet Thymoites och familjen klotspindlar. Inga underarter finns listade i Catalogue of Life.